# Willoughby (Ohio)
Willoughby ist eine City in Ohio in den Vereinigten Staaten. Sie liegt im Lake County und ist ein Vorort von Cleveland. Willoughby umfasst eine Fläche von 26,8 km². Das U.S. Census Bureau ermittelte bei der Volkszählung 2020 eine Einwohnerzahl von 23.959.

## Demographie
- 22.268 Einwohner
- 10.413 Haushalte
- 5.716 Familien

(Stand: Volkszählung 2010)

## Einwohnerentwicklung
| Jahr | Einwohner¹ |
| ---- | ---------- |
| 1970 | 18.634     |
| 1980 | 19.329     |
| 1990 | 20.510     |
| 2010 | 22.268     |
| 2020 | 23.959     |

¹ 1970–1990: Volkszählungsergebnisse; 2010–2020: Volkszählung des US Census Bureau

## Namensvarianten
Die Ortschaft besitzt mehrere Bezeichnungsvarianten:
- Chagrin[5]
- Chagrin Mills[5]

## Söhne und Töchter der Stadt
- Willis G. Sears (1860–1949), Politiker
- George F. Bond (1915–1983), Arzt, und Tauchexperte
- Herbert O. House (1929–2013), Chemiker und Professor am MIT
- Tim Conway (1933–2019), Schauspieler und Komiker
- Lyn St. James (* 1947), Automobilrennfahrerin und Rennstallbesitzerin
- Ethan Carter III, kurz EC3 (* 1983), Wrestler
- Kareem Hunt (* 1995), American-Football-Spieler